# Pozsonyboldogfa
Pozsonyboldogfa vagy Boldogfa (szlovákul Boldog, korábban Matka Božia, németül Frauendorf) község Szlovákiában, a Pozsonyi kerületben, a Szenci járásban.

## Fekvése
Szenctől 2 km-re északkeletre fekszik.

## Története
1245-ben "Tulwej" alakban említik először. 1276-ban "Tholuoy", 1328-ban "Tuulway" néven szerepel az írott forrásokban. 1351-ben "Toluefalua" (vagyis Tolvajfalva) volt, mindezek alapján egykori birtokosa Tolvaj nevű lehetett. 1358-ban Nagy Lajos király a falut a klarisszáknak adta, ekkortól lett Boldogasszonyfalva a neve. Iskolájának legkorábbi említése 1778-ból származik.
Vályi András szerint „BOLDOGFALVA. vagy Boldogaszszonyfalva. Elegyes magyar falu Posony Vármegyében, birtokosa a’ Religyiói Kintstár, totúl Matka Bozsi, deákul Villa Mariæ, lakosai katolikusok, fekszik Szentztöl 1/2. óránnyira: Réthe, ’s Sárfő között, 1787. új lelki gondviselőt nyert. Határja tágas, földgye termékeny, temploma Szűz MÁRIANAK szenteltetett, régi formára épitve, innen vette nevét is, a’ Posonyi Szent Klára Szűzeké volt, termékeny vóltához képest, első Osztálybéli.”
Fényes Elek szerint „Boldogfalva, (Frauendorf, Mátka bozsi), magyar falu, Pozson vgyében, Szencztől 1 órányira: 262 kath., 3 evang., 91 ref., 7 zsidó lak. Van egy kath. paroch. egy régi elhagyatott temploma. Határja róna és termékeny; rétje, legelője sok és jó. F. u. gr. Eszterházy Vinczéné. Hajdan a pozsonyi szent Klára apáczáké volt. Ut. p. Cseklész.”
Pozsony vármegye monográfiája szerint „Boldogfa, magyar kisközség, 74 házzal és 398, nagyobb részben róm. kath. vallású lakossal. A község helyén, a hagyomány szerint, hajdan erdő volt, a hol II. Endre leánya, Erzsébet kápolnát építtetett, mely később híres búcsújáró hely lett. A mai templom szentélye tényleg kápolnaszerű és ősrégi, ellenben előrésze XIV. századbeli. A község neve azelőtt Boldogasszonyfalva volt, később pedig német és tót neveivel is találkozunk Frauendorf és Mátka Bozsi alakban. Az 1553-iki portális összeírásban az óbudai apáczák szerepelnek birtokosaiként és 14 portájuk adózott. Később az Esterházyak lettek az urai, 1787-ben a kir. kamara, a mult század elején pedig a vedrődi Zichy grófok. Postája Réte, távírója és vasúti állomása pedig Szencz.”
A trianoni békeszerződésig Pozsony vármegye Szenci járásához tartozott,  1938 és 1945 között ismét Magyarország, ezen belül Nyitra és Pozsony k.e.e. vármegye része.

## Nevezetességei
- A Nagyboldogasszony tiszteletére szentelt román kori római katolikus temploma a 13. század végén épült. Később barokk stílusban építették át. A hagyomány azt tartja, hogy a templomot maga Szent Erzsébet építtette, erről az 1781. évi Batthyány-vizitáció is megemlékezik. A templom búcsújáróhely lett. Belsejében 13. századi szép román stílusú keresztelőmedence található, egyik oldalán áldást osztó Krisztus-dombormű. A templom falában beépítve található egy római kori, az 1. század végéről származó sírkő, Quintus Atilius Primus, a XV. Apollinaris legio centuriojának és egyben tolmácsának síremléke.

## Népessége
| Év:            | 1994. | 2004.   | 2014.   | 2024.    |
| -------------- | ----- | ------- | ------- | -------- |
| Emberek száma: | 405   | 413     | 449     | 529      |
| Eltérés:       |       | +1,97 % | +8,71 % | +17,81 % |

| Év:            | 2023. | 2024.   |
| -------------- | ----- | ------- |
| Emberek száma: | 527   | 529     |
| Eltérés:       |       | +0,37 % |

Korábban színmagyar falu volt, a szlovák betelepülés hatására azonban folyamatosan csökken őshonos lakosságának számaránya. Lakosainak többsége római katolikus, a reformátusok a szomszédos Rétén tartják instentiszteleteiket. Magyar óvodáját 2011-ben 18-an látogatták, iskolája megszűnt.
1880-ban 381 lakosából 348 magyar, 12 szlovák, 4 német anyanyelvű és 17 csecsemő; ebből 269 római katolikus, 103 református és 9 zsidó vallású.
1910-ben 398 lakosából 394 magyar, 3 szlovák és 1 egyéb anyanyelvű volt.
1950-ben 401 lakosából 32 szlovák és 369 magyar volt.
2011-ben 428 lakosából 247 magyar és 164 szlovák.

## Híres személyek
- Itt szolgált Szüllő Rezső (1912–1982) plébános.
- Itt született 1870. június 1-én Horváth Adolf János tanár, Szob és környéke régészeti emlékeinek kutatója.

## Külső hivatkozások
- Hivatalos oldal
- Községinfó
- Pozsonyboldogfa Szlovákia térképén
- E-obce.sk Archiválva 2008. március 11-i dátummal a Wayback Machine-ben
- A község a Szenci járás honlapján